# Площадь Ленина (Волжский)
Площадь Ле́нина — центральная площадь города Волжский Волгоградской области. Располагается на проспекте Ленина, в том месте, где начинается улица Энгельса. Застройка площади была закончена в 1981 году. Площадь Ленина граничит с кварталами № 36, 39, 42. Место проведения городских праздников, массовых мероприятий и концертов.
На площади Ленина располагаются:
Частный парк аттракционов
- памятник Ленину (открыт 21 октября 1984 г. по проекту московских скульпторов)[1]
- ДК «Октябрь» и городская филармония
- Волжская торгово-промышленная палата
- 22-этажная гостиница «Ахтуба» — самое высокое здание в городе.[1]
- под площадью находится небольшое бомбоубежище

От площади в сторону высокого берега над рекой Ахтуба ведет бульвар с фонтанами, в конце которого расположен самый большой православный храм города и городская картинная галерея, располагающаяся в здании бывшей школы села Безродное, на месте которого возник город.